# Светско екипно првенство у тенису
Светско екипно првенство у тенису, (енгл. ARAG World Team Cup) било је међународно тениско такмичење у организацији АТП. Одржавало се од 1978. до 2012. године и било је друго по престижности такмичење у мушком тенису после Дејвис купа. Такмичење се одржавало у Диселдорфу, у Немачкој.
Такмичење је спонзорисано од стране различитих компанија. Задњи спонзор је био АРАГ Осигуравајуће друштво (ARAG Insurance Group) и такмичење је носило назив АРАГ Светско екипно првенство у тенису (ARAG World Team Cup).
Пошто је АРАГ престао са спонзорством а организатори нису нашли другог спонзора, турнир за 2011. годину је отказан. Међутим, у јануару 2011. пронађен је нови спонзор, Power Horse, а турнир се одржао од 15. до 21. маја 2011.
У октобру 2012. године, турнир је званично отказан и замењен је са АТП 250 турниром у Диселдорфу.

## Прописи
- Сваке године, нације чија су 2 првопласирана играча имала комбиновано најбоље рангове у протеклој године, такмичили су се на овом првенству.
- Осам тимова су били подељени у две групе од по четири тима.
- Главни турнир је био „Групна фаза” и састојао се од три меча (два појединачно, један у паровима).
- Финале се одржавало између тимова који су освојили прво место у својој групи.

## Финала
| Година | Шампион         | Финалиста    | Резултат |
| ------ | --------------- | ------------ | -------- |
| 2012   | Србија          | Чешка        | 3–0      |
| 2011   | Немачка         | Аргентина    | 2–1      |
| 2010   | Аргентина       | САД          | 2–1      |
| 2009   | Србија          | Немачка      | 2–1      |
| 2008   | Шведска         | Русија       | 2–1      |
| 2007   | Аргентина       | Чешка        | 2–1      |
| 2006   | Хрватска        | Немачка      | 2–1      |
| 2005   | Немачка         | Аргентина    | 2–1      |
| 2004   | Чиле            | Аустралија   | 2–1      |
| 2003   | Чиле            | Чешка        | 2–1      |
| 2002   | Аргентина       | Русија       | 3–0      |
| 2001   | Аустралија      | Русија       | 2–1      |
| 2000   | Словачка        | Русија       | 3–0      |
| 1999   | Аустралија      | Шведска      | 2–1      |
| 1998   | Немачка         | Чешка        | 3–0      |
| 1997   | Шпанија         | Аустралија   | 3–0      |
| 1996   | Швајцарска      | Чешка        | 2–1      |
| 1995   | Шведска         | Хрватска     | 2–1      |
| 1994   | Немачка         | Шпанија      | 2–1      |
| 1993   | САД             | Немачка      | 3–0      |
| 1992   | Шпанија         | Чешка        | 2–0      |
| 1991   | Шведска         | Југославија  | 2–1      |
| 1990   | Југославија     | САД          | 3–0      |
| 1989   | Западна Немачка | Аргентина    | 2–1      |
| 1988   | Шведска         | САД          | 2–0      |
| 1987   | Чехословачка    | САД          | 2–1      |
| 1986   | Француска       | Шведска      | 2–1      |
| 1985   | САД             | Чехословачка | 2–1      |
| 1984   | САД             | Чехословачка | 2–1      |
| 1983   | Шпанија         | Аустралија   | 2–1      |
| 1982   | САД             | Аустралија   | 2–0      |
| 1981   | Чехословачка    | Аустралија   | 2–1      |
| 1980   | Аргентина       | Италија      | 3–0      |
| 1979   | Аустралија      | Италија      | 2–1      |
| 1978   | Шпанија         | Аустралија   | 2–1      |

## Титуле по државама
| Титула освојено | Држава       | Година                     | Финалиста                              |
| --------------- | ------------ | -------------------------- | -------------------------------------- |
| 4               | САД          | 1982, 1984, 1985, 1993 (4) | 1987, 1988, 1990, 2010 (4)             |
| 4               | Немачка      | 1989, 1994, 1998, 2005 (4) | 1993, 2006, 2009 (3)                   |
| 4               | Аргентина    | 1980, 2002, 2007, 2010 (4) | 1989, 2005 (2)                         |
| 4               | Шведска      | 1988, 1991, 1995, 2008 (4) | 1986, 1999 (2)                         |
| 4               | Шпанија      | 1978, 1983, 1992, 1997 (4) | 1994 (1)                               |
| 3               | Аустралија   | 1979, 1999, 2001 (3)       | 1978, 1981, 1982, 1983, 1997, 2004 (6) |
| 2               | Чехословачка | 1981, 1987 (2)             | 1984, 1985 (2)                         |
| 2               | Чиле         | 2003, 2004 (2)             |                                        |
| 2               | Србија       | 2009, 2012 (2)             |                                        |
| 1               | Југославија  | 1990 (1)                   | 1991 (1)                               |
| 1               | Хрватска     | 2006 (1)                   | 1995 (1)                               |
| 1               | Француска    | 1986 (1)                   |                                        |
| 1               | Швајцарска   | 1996 (1)                   |                                        |
| 1               | Словачка     | 2000 (1)                   |                                        |
| 0               | Чешка        |                            | 1992, 1996, 1998, 2003, 2007, 2012 (6) |
| 0               | Русија       |                            | 2000, 2001, 2002, 2008 (4)             |
| 0               | Италија      |                            | 1979, 1980 (2)                         |